# Secretaría de Seguridad Alimentaria y Nutricional (Guatemala)
La Secretaría de Seguridad Alimentaria y Nutricional de la Presidencia de la República (SESAN) es el órgano de coordinación del Sistema Nacional de Seguridad Alimentaria y Nutricional (SINASAN), tiene la responsabilidad como dicho órgano, de concertar la operación interministerial del Plan Estratégico de Seguridad Alimentaria y Nutricional (SAN). Asimismo tiene que organizar aquellos programas y proyectos que realizan otras instituciones gubernamentales en dicha materia. La SESAN obedece y ejecuta las directrices y lineamientos trazados por el Consejo Nacional de Seguridad Alimentaria y Nutricional (CONASAN), también tiene la demanda de presentar las política concerniente a su materia a dicho rector del SINASAN, para su aprobación.